# Amar a muerte
Az Amar a muerte (magyar fordításban: Halálos szerelem) 2018-2019 között forgatott mexikói filmsorozat Angelique Boyer és Michel Brown főszereplésével. A sorozatot Magyarországon még nem vetítették.

## Cselekmény
A sorozat olyan sorsok összetett története, amelyek keresztezik egymást, amikor egy médiamágnást, Leon Carvajalt (Alexis Ayala megkéseltek az esküvője napján, miközben egy bérgyilkost, Macario "El Chino"  Valdezt (Michel Brown) kivégeznek egy villanyszékben a börtönben. Leon reinkarnálódik El Chino Valdez testében, és viszont El Chino lelke egy antropológus professzor, Beltran Camacho (Arturo Barba) testében köt ki, aki autóbalesetben hal meg. Most minden férfinak nemcsak új testtel kell megküzdenie, hanem egy új lélekhez is alkalmazkodnia kell.
Leon most El Chino testében elhagyja El Chino családját és Mexikóba vándorol. Leon új személyazonosságot kap, Jacobo Reyest, és sofőrként kezd dolgozni otthonában legjobb barátja, Camilo segítségével. Leon/Jacobo most azt próbálja kideríteni, ki volt a felelős a haláláért, és azt is megtudja, hogy új, fiatal felesége, Lucia (Angelique Boyer) elárulta leghűségesebb barátjával, Johnnyval. A gyerekeinek saját problémáik vannak; legidősebb lánya, Eva (Claudia Martín) egy drogkartellben vesz részt, fia, Guille nem akar a médiacégénél dolgozni, a legkisebb lánya, Valentina pedig felfedezi szexualitását. Leon megragadja ezt a második lehetőséget, hogy megoldja azokat a problémákat, amelyekről soha nem tudott. Kezdve azzal, hogy Lucia beleszeretett, hogy megtudja az igazságot a halálával kapcsolatban.
A most Beltran testében lévő El Chinonak lehetősége lesz családot alapítani. Megtanul jó apa és jó férj lenni. Ezt az új testületet a maga javára fogja használni, hogy megpróbálja legyőzni annak a drogkartellnek a vezetőit, amelyért eredeti testében dolgozott. Beltran/Chino segítséget is kap egy zsákmányszerző jósnőtől, aki felhatalmazást kap a halottakkal való beszélgetésre.
Nem az egyetlen probléma az, hogy megpróbáljuk kitalálni, miért vannak újra különböző testekben. Leonnak/Jacobónak el kell kerülnie, hogy a rendőrség és a drogkartell El Chino Valdez néven fedezze fel. Beltrannak/Chinónak meg kell találnia a holttestét, Leon/Jacobót, és meg kell próbálnia megvédeni valódi családját az őt követő kartelltől.
Elkezdenek találkozni másokkal, akik ugyanolyanok, mint ők, reinkarnálódtak. Meg kell találniuk a céljukat, és mindannyian egy pillangó tetováláson keresztül kapcsolódnak össze, amely kinyúlik és vérzik, ha elrontják őket.

## Szereplők
| Színész(nő)         | Szerepnév                                                | Magyar hang |
| ------------------- | -------------------------------------------------------- | ----------- |
| Michel Brown        | Macario "El Chino" Valdés / León Carvajal / Jacobo Reyes |             |
| Angelique Boyer     | Lucía Borges                                             |             |
| Alejandro Nones     | Johny Corona                                             |             |
| Arturo Barba        | Beltrán Camacho / Macario "El Chino" Valdés              |             |
| Claudia Martín      | Eva Carvajal                                             |             |
| Macarena Achaga     | Valentina Carvajal                                       |             |
| Jéssica Mas         | Lupita de Valdés                                         |             |
| Henry Zakka         | Camilo Guerra                                            |             |
| Nestor Rodulfo      | El Alacrán                                               |             |
| Gonzalo Peña        | Guillermo Carvajal                                       |             |
| Roberto Duarte      | Montilla ellenőr                                         |             |
| Cinthia Vázquez     | Alicia Camacho                                           |             |
| Bárbara López       | Juliana Valdés                                           |             |
| Cayetano Arámburo   | Mateo Luna                                               |             |
| Jessica Díaz        | Renata Barranco                                          |             |
| Alexis Ayala        | León Carvajal                                            |             |
| Alessio Valentini   | Javier Beltrán                                           |             |
| Nastassja Villasana | A halál                                                  |             |
| Raquel Garza        | Barbara                                                  |             |

## Érdekességek
- A sorozat Mexikóban nagy népszerűségre és rajongói táborra tett szert. Ez mind az bizonyítja, hogy a 2019-es  Tvynovelas díjátadó ünnepségén 15 jelölésből 14-et díjra váltotta. Mexikóban ez volt az első olyan sorozat, amely ennyi díjat és elismerést kapott.
- Angelique Boyer ezzel a főszereppel tért vissza 2 év kihagyás után, az Ana három arca sikere után. A siker után újabb sikerrel futott be e sorozattal továbbá elismeréseket és a 2019-es  Tvynovelas  díjátadó ünnepségen neki jutalmazták az év legjobb színésznői díját.
- Michel Brown ezzel a főszereppel futott be, és elismerést továbbá 2019-es  Tvynovelas  díjátadó ünnepségen neki jutalmazták a legjobb férfi főszereplő díjat.
- Claudia Martínnak karrieje során ezzel a fő-Antagonista szerepel debütált mint negatív karakter továbbá nagy népszerűséget szerzett a nézők és a producerek szemeiben. Több elismerést és a 2019-es  Tvynovelas  díjátadó ünnepségen neki jutalmazták a legjobb női Antagonista díjat.

## Díjak és jelölések

### Tvynovelas 2019
| Kategória                         | Jelölt                                            | Eredmény |
| --------------------------------- | ------------------------------------------------- | -------- |
| Az év legjobb sorozata            | Amar a muerte                                     | Elnyerte |
| Legjobb női főszereplő            | Angelique Boyer                                   | Elnyerte |
| Legjobb férfi főszereplő          | Michel Brown                                      | Elnyerte |
| Legjobb női Antagonista           | Claudia Martín                                    | Elnyerte |
| Legjobb férfi Antagonista         | Alejandro Nones                                   | Elnyerte |
| Kedvenc színésznői díj            | Raquel Garza                                      | Elnyerte |
| Kedvenc színész díj               | Alexis Ayala                                      | Elnyerte |
| Kedvenc női főszereplő díj        | Macarena Achaga                                   | Elnyerte |
| Kedvenc férfi főszereplő díj      | Arturo Barba                                      | Elnyerte |
| Kedvenc ifjú női főszereplő díj   | Bárbara López                                     | Elnyerte |
| Kedvenc ifjú férfi főszereplő díj | Gonzalo Peña                                      | Elnyerte |
| Kedvenc férfi főszereplő díj      | Arturo Barba                                      | Jelölve  |
| Legjobb alkotói díj               | Leonardo Padrón                                   | Elnyerte |
| Legjobb rendezői díj              | Alejandro Lozano, Carlos Cock, and Rolando Ocampo | Elnyerte |
| Legjobb zenei díj                 | Carlos Rivera                                     | Elnyerte |
| Legjobb szereplőnek díj           | Amar a muerte                                     | Elnyerte |